# 정진환
정진환(1993년 4월 28일 ~ )은 대한민국의 가수, 래퍼, 배우이다. 스타디움 엔터테인먼트 하의 보이그룹 더 맨 블랙의 전 일원이자 리더이다. 2020년 작품 아름다웠던 우리에게에 참여하였다.

## 참여 작품

### 텔레비전 시리즈
2018년
- 고벤져스 - 네이버 TV 캐스트
- #좋맛탱 - tvN
- 레벨업 (드라마) - MBN
- 가두리횟집 - 네이버 TV 캐스트
- 영혼수선공 - KBS2
- 아름다웠던 우리에게 - 카카오TV